# ゲイル・ストリックランド
ゲイル・ストリックランド（Gail Strickland、1947年5月18日 - ）は、アメリカ合衆国の女優。

## 出演作品
- ER VI　緊急救命室 第6シーズン
- メルローズ・プレイス シーズン7
- メルローズ・プレイス シーズン5
- 犯罪捜査官ネイビーファイル シーズン1
- アメリカン・プレジデント
- マザーズ・プレイヤー
- 男が女を愛する時
- メルローズ・プレイス シーズン2
- リメンバー～危険な愛の追憶
- スリー・オブ・ハーツ
- LAW & ORDER　ロー＆オーダー シーズン3
- マン・イン・ザ・ムーン／あこがれの人
- 立証責任
- ハイパーサピエンス
- オックスフォード・ブルース
- アメリカ万才
- SFスターフライトI
- クライムゲート／仕組まれた相続
- 地獄の7人（ヘレン・ローズ）
- ミッキー・ロークの レイプ＆マリッジ
- スキーリフト殺人事件
- ノーマ・レイ（ボニー・メイ）
- 栄光のホームベース
- ビタースイート・ラブ
- ドッグ・ソルジャー（シャーミアン）
- クリスマス・ツリー
- ワン・オン・ワン
- ハンコック家の人々
- ウディ・ガスリー/わが心のふるさと
- 新・動く標的